# Uivar
Uivar (Hongaars: Újvár, Duits: Neuburg an der Bega) is een gemeente in het Roemeense district Timiș en ligt in de regio Banaat in het westen van Roemenië. De gemeente telt 4187 inwoners (2005).

## Geschiedenis
In 1767 werd Uivar officieel erkend. Door de overstromingen van 2005 werden er 403 huizen verwoest en 351 gebouwen aangetast binnen de gemeente.

## Geografie
De oppervlakte van Uivar bedraagt 195,32 km², de bevolkingsdichtheid is 21 inwoners per km².
De gemeente bestaat uit de volgende dorpen: Iohanisfeld, Otelec, Pustiniș, Răuți, Sânmartinu Maghiar, Uivar.

## Demografie
Van de 4425 inwoners in 2002 zijn 2940 Roemenen, 1260 Hongaren, 54 Duitsers, 150 Roma's en 21 van andere etnische groepen.
Onderstaande figuur toont het verloop van het inwoneraantal vanaf 1880.

## Politiek
De burgemeester van Uivar is Pavel Vajda (UDMR).

## Geschiedenis
Na de verdrijving van de Ottomanen die het gebied ruim 150 jaar hebben overheerst is er sprake van een geheel ontvolkt en verlaten gebied. Duitse en Hongaarse kolonisten worden verleid door het Habsburgse regiem zich te vestigen. In mindere mate voegen ook Roemenen zich bij hen. Újvár of Neuburg an der Bega heeft echter lange tijd een Hongaars-Duits karakter. Pas nadat de Duitse bevolking na de Tweede Wereldoorlog voor een deel vlucht en een ander deel naar werkkampen wordt gestuurd komen de Roemenen op als belangrijk deel van de bevolking. De Hongaren houden nog lang een dominante rol in de gemeente. Hun aandeel neemt door vergrijzing en het vertrek van jongeren ook jaar na jaar af. 
Balinț · Banloc · Bara · Bârna · Beba Veche · Becicherecu Mic · Belinț · Bethausen · Biled · Birda · Bogda · Boldur · Brestovăț · Cărpiniș · Cenad · Cenei · Checea · Chevereșu Mare · Comloșu Mare · Coșteiu · Criciova · Curtea · Darova · Denta · Dudeștii Noi · Dudeștii Vechi · Dumbrava · Dumbrăvița · Fibiș · Fârdea · Foeni · Gavojdia · Ghilad · Ghiroda · Ghizela · Giarmata · Giera · Giroc · Giulvăz · Gottlob · Iecea Mare · Jamu Mare · Jebel · Lenauheim · Liebling · Lovrin · Margina · Mașloc · Mănăștiur · Moravița · Moșnița Nouă · Nădrag · Nițchidorf · Ohaba Lungă · Orțișoara · Parța · Pădureni · Peciu Nou · Periam · Pietroasa · Pișchia · Racovița · Remetea Mare · Sacoșu Turcesc · Saravale · Satchinez · Săcălaz · Secaș · Sânandrei · Sânmihaiu Român · Sânpetru Mare · Șag · Şandra · Știuca · Teremia Mare · Tomești · Tomnatic · Topolovățu Mare · Tormac · Traian Vuia · Uivar · Valcani · Variaș · Victor Vlad Delamarina · Voiteg